# Mongolia
La Mongolia (in mongolo ᠮᠣᠩᠭᠣᠯ ᠤᠯᠤᠰ, Монгол улс, Mongol uls) è uno Stato dell'Asia orientale privo di accesso al mare, confinante a nord con la Russia e a sud con la Cina, e sebbene non condivida un confine con il Kazakistan, il suo punto più occidentale dista solo 39,45 km dalla punta orientale di quest'ultimo. Gran parte del suo territorio è coperto da steppe, con montagne a nord e a ovest e il deserto del Gobi a sud. La superficie coltivabile è molto limitata a causa del clima freddo.
Con i suoi 1 566 000 km² e una popolazione di circa 3,2 milioni di persone (concentrata per lo più nella capitale e città più grande Ulan Bator dove risiede circa il 45,9% della popolazione), è lo Stato con la più bassa densità di popolazione al mondo: circa il 30% della popolazione è nomade, dedita prevalentemente all'allevamento; la maggioranza dei cittadini dello Stato è di etnia mongola, tuttavia sono presenti etnie minoritarie, tra cui kazaki e tuvani, soprattutto nella parte occidentale del Paese; la religione predominante è il buddismo tibetano; circa il 20% della popolazione vive con meno di un dollaro al giorno. Il sistema politico è una repubblica semipresidenziale: il presidente viene eletto dai cittadini e nomina il primo ministro, ma non può nominare i ministri né sciogliere il parlamento; può, tuttavia, porre il veto sulle leggi in corso di approvazione. La Mongolia ha aderito all'Organizzazione mondiale del commercio nel 1997 e cerca di espandere la propria partecipazione regionale in ambito commerciale ed economico.
L'attuale Mongolia è stata preceduta da vari imperi nomadi, tra cui Xiongnu, Xianbei, Rouran, Göktürk e altri. L'Impero Mongolo fu fondato da Gengis Khan nel 1206. Dopo il crollo della dinastia Yuan, i Mongoli ritornarono alle origini. Verso il XVII secolo, la Mongolia subì l'influenza del buddismo tibetano. Alla fine del XVII secolo, la maggior parte della Mongolia venne incorporata nella zona governata dalla dinastia Qing. Durante il crollo della dinastia Qing, nel 1911, essa dichiarò l'indipendenza, ma dovette lottare fino al 1921 per rendersi de facto indipendente dalla Repubblica di Cina. Subì molto l'influenza sovietica: nel 1924 venne instaurata la Repubblica Popolare Mongola, di classico stampo sovietico, alleata leale dell'Unione Sovietica per tutta la sua storia. Nel 1945 ottenne il completo riconoscimento internazionale come Stato. Dopo il crollo dei regimi comunisti in Europa orientale alla fine del 1989 e la pacifica rivoluzione democratica del 1990, la Mongolia intraprese una lenta transizione verso la democrazia, attraverso l'approvazione di una nuova costituzione nel 1992, l'introduzione del multipartitismo e la transizione verso un'economia di mercato. Nella bandiera nazionale e sulle targhe automobilistiche è presente il Sojombo.

## Storia

### Preistoria
Le prime tracce di insediamenti umani in Mongolia risalgono al Paleolitico, con il ritrovamento di pitture rupestri nella provincia di Hovd e nella provincia di Bajanhongor. Complessi petroglifici sono stati rinvenuti nel Altai e nel deserto del Gobi, in Bayan-Ovoo. Nella provincia del Dornod invece viene rinvenuto un insediamento agricolo dell'era neolitica. Le recenti ricerche archeologiche hanno rinvenuto nella Mongolia occidentale solo accampamenti di agricoltori e pescatori. La popolazione orientale della Mongolia durante l'età del rame è stata descritta come "paleomongoloide", mentre la parte occidentale assumeva un carattere europoide.
Durante l'età del bronzo la Mongolia occidentale fu influenzata dalla Cultura di Karasuk: tale influenza è documentata dalla presenza delle Stele del Cervo e di kurgan. Durante l'età del ferro diversi sepolcri del X secolo, che testimoniano tale periodo vennero rinvenuti a Ulaangom. Poco prima del XX secolo, alcuni studiosi hanno azzardato una possibile discendenza dei mongoli dagli sciti. Tale affermazione trova conferma con il ritrovamento di un guerriero scita, che si ritiene risalire a circa 2 500 anni, trovato presso i Monti Altaj.

### Origini
La Mongolia è stata da sempre abitata da varie tribù nomadi. Il primo nucleo riguarda gli Xiongnu nel 209 a.C. Per far fronte alle incursioni distruttive degli Xiongnu, la Cina decise la costruzione della Grande muraglia, che non sempre si rivelò efficace.
Dopo il declino della dinastia Xioung, la confederazione dei Rouran salì al potere dopo aver sconfitto Göktürk, dominando per secoli la Mongolia. Nel corso dei secoli VII e VIII, diverse tribù regnarono sulla Mongolia, tra cui gli Uiguri, i Khitan e i Jurchen. Dal X secolo il Paese era diviso in numerose tribù collegate attraverso alleanze transitorie e conflitti interni.

### Impero mongolo

Ritratto immaginario di Gengis Khan, situato al Museo nazionale di Taipei.

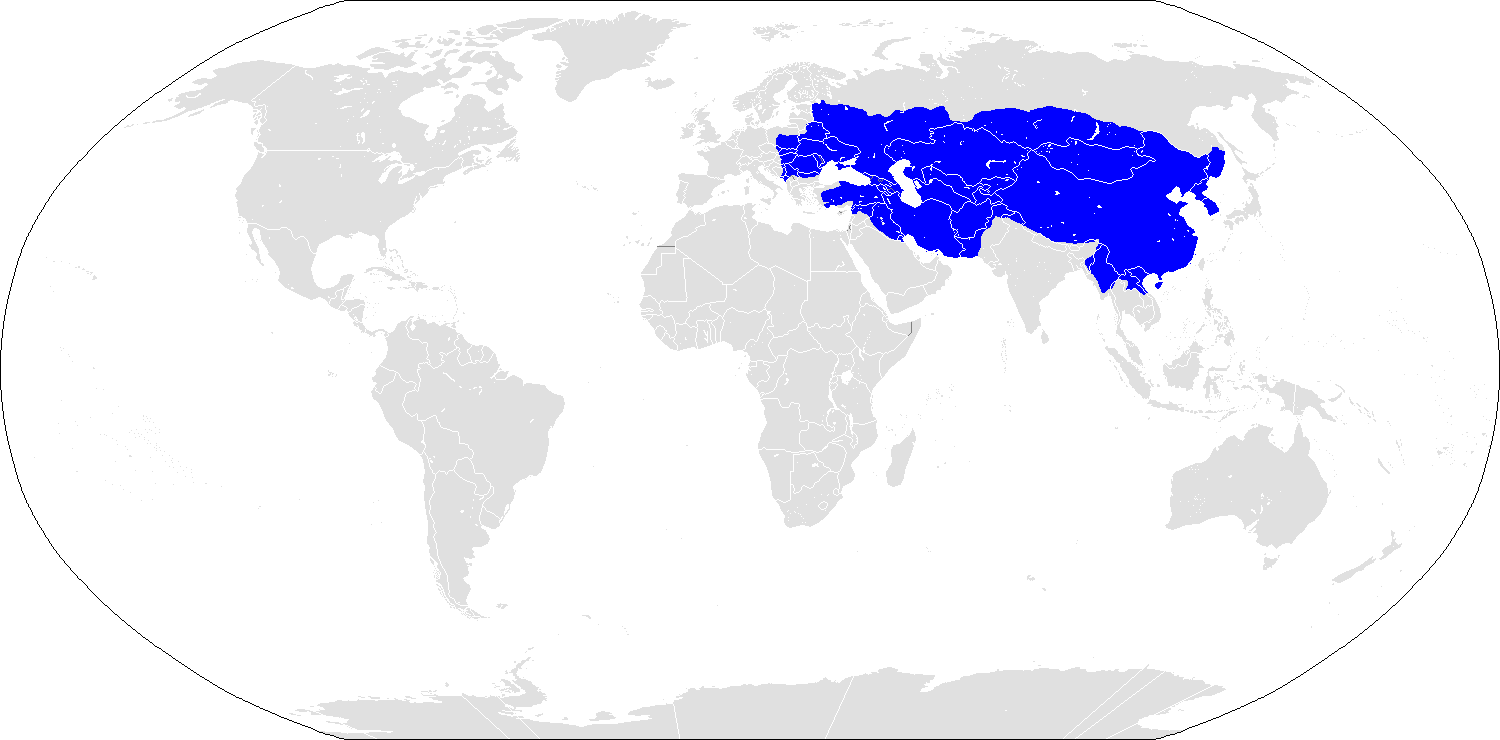
L'impero mongolo nella sua massima estensione

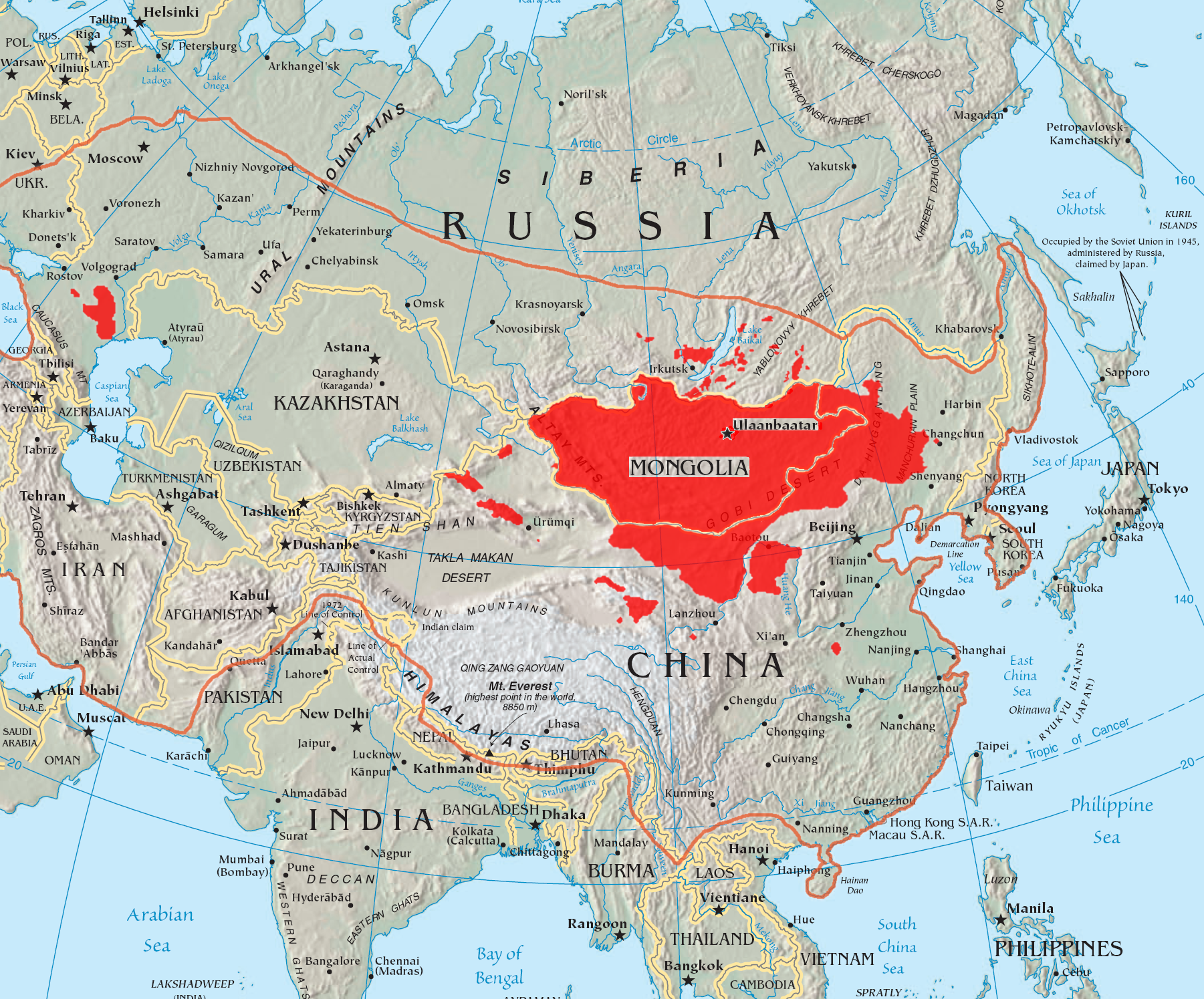
Questa carta mette in relazione l'impero mongolo con i Mongoli odierni: l'area in colore rosso mostra dove risiedono i parlanti lingue mongole oggi.

L'eroe nazionale mongolo fu però Temujin, noto come Gengis Khan (1162 - 1227), che unificò i territori mongoli e creò uno degli imperi più vasti della storia. Sotto i suoi successori l'impero toccò i confini della Polonia a ovest, della Corea a est, e dalla Siberia a nord, fino al Golfo di Oman e Vietnam del sud, che coprono circa 33000000 km² (22% della superficie terrestre totale delle terre emerse), e con una popolazione di oltre 100 milioni di persone.
Dopo la morte di Gengis Khan, l'impero venne suddiviso in quattro regni (noti come khanati) che acquisirono maggiore autonomia dopo la morte di Munke, avvenuta nel 1259. Uno dei khanati, dopo aver invaso la Cina, distrusse definitivamente la dinastia Jīn, dando vita alla Dinastia Yuan per opera del nipote del Temujin, Kublai Khan, che fondò il suo regno presso l'odierna Pechino, ma dopo più di un secolo di potere, la Dinastia Ming prese il potere nel 1368, con la corte mongola in fuga verso nord. L'avanzata militare dei Ming proseguì in Mongolia, conquistando e distruggendo la capitale Karakorum; le conquiste azzerarono il progresso culturale e militare dell'era imperiale e cominciò così il tramonto dell'impero mongolo.

### Periodo post-imperiale

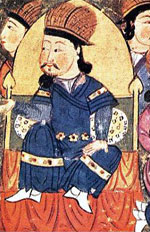
Altan Khan

Dopo l'espulsione dei governanti della Dinastia Yuan della Cina, i mongoli continuarono a governare la Mongolia con il nome Dinastia nord dello yuan. I secoli successivi furono segnati da violente lotte di potere tra le varie fazioni, in particolare tra Genghisids e i non-Genghisid Oirati, così come dalle diverse invasioni cinesi (come le cinque spedizioni guidato dall'imperatore Yongle). Agli inizi del XV secolo, gli Oirati, sotto la guida di Esen Tayisi, presero il sopravvento, il conflitto con la Cina nel 1449 portò alla disfatta Ming, con la cattura dell'imperatore Zhengtong. Tuttavia Esen Tayisi venne assassinato nel 1454, con la conseguente ascesa di Borjigin.
Batumöngke Dayan Khan e il suo Khatun Mandukhai riunì l'intera nazione mongola sotto la Genghisids nei primi anni del XVI secolo. Verso La metà del XVI secolo, Altan Khan del Tümed, nipote illegittimo di Dayan Khan, acquisì un certo potere in patria. Fondò Hohhot nel 1557. L'incontro con il Dalai Lama, nel 1578, fu fondamentale per la diffusione del Buddhismo tibetano in Mongolia. Abtai Khan del Khalkha si convertì al buddismo e fondò il monastero Erdene Zuu nel 1585. Suo nipote Zanabazar diventò il primo Jebtsundamba Khutuktu nel 1640.

### Dominio Dinastia Qing
L'ultimo Khan mongolo era Ligden Khan, al potere fino al XVII secolo, il quale entrò in conflitto contro i manciù, saccheggiò gran parte delle città cinesi e riuscì ad allontanare la maggior parte delle tribù mongole. Morì nel 1634, mentre si dirigeva verso il Tibet, nel tentativo di eludere i manciù e distruggere la Scuola buddista dei cappelli gialli. Nel 1636 gran parte della mongolia interna era sottomessa ai manciù, propulsori della Dinastia Qing. Il Khalkha infine venne al governo dei Qing nel 1691, portando così tutti i territori della Mongolia odierna sotto il governo di Pechino. Dopo numerose guerre, i Dzungar (i Mongoli occidentali od Oirati) vennero sconfitti definitivamente nel 1757–1758, sotto la Mongolia ricevettero una relativa autonomia, essendo amministrati dai khanati ereditari Genghisid di Tusheet Khan, Setsen Khan, Zasagt Khan e Sain Noyon Khan. Jebtsundamba Khutuktu di Mongolia ebbe de facto un certo peso politico. I manciù proibirono anche l'immigrazione cinese di massa, consentendo ai mongoli di preservare la loro cultura.
Fino al 1911, la dinastia Qing mantenne il controllo della Mongolia con una serie di alleanze e matrimoni misti, come pure adottando misure economiche e militari. Gli Amban (alti ufficiali) consolidarono il potere presso Ulan Bator, Uliastaj e Hovd, il Paese venne suddiviso in feudi divenendo sempre più feudale ed ecclesiastico. Verso il XVIII secolo la povertà tra i cittadini aumentò sensibilmente, data la corruzione e l'usura verso i commercianti da parte della nobiltà feudale.

### Indipendenza

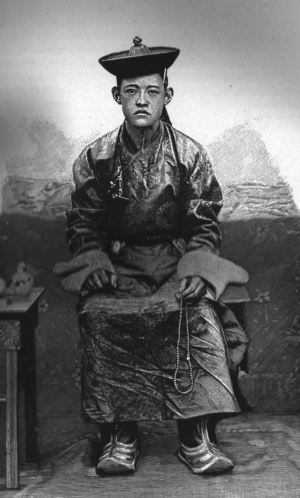
Jebtsundamba Khutuktu

Con la caduta della dinastia Qing, la Mongolia, sotto il Bogd Khan, dichiarò l'indipendenza nel 1911. Tuttavia, la nuova costituzione della Repubblica di Cina considera la Mongolia parte del suo territorio. L'area controllata dal Khan Bogd era approssimativamente quella dell'ex Mongolia Esterna durante il periodo Qing. Nel 1919, dopo la Rivoluzione d'ottobre in Russia, le truppe cinesi, guidate da Xu Shuzheng, occuparono militarmente la Mongolia. Tuttavia, finita la guerra civile russa, Roman von Ungern-Sternberg sconfisse i cinesi nel 1921 presso Ulan Bator. Al fine di proteggere il Paese dalle incursioni cinesi, l'Unione Sovietica decise d'insediare un governo comunista, riorganizzando l'apparato militare. Il nuovo esercito si rese protagonista durante la presa di Kyakhta (il 18 marzo 1921) e di Khüree, insieme con le truppe sovietiche. La Mongolia dichiarò la sua indipendenza ancora una volta l'11 luglio 1921. Questi eventi hanno portato a una stretta alleanza della Mongolia con l'Unione Sovietica nei successivi sette anni.

### Repubblica Popolare Mongola

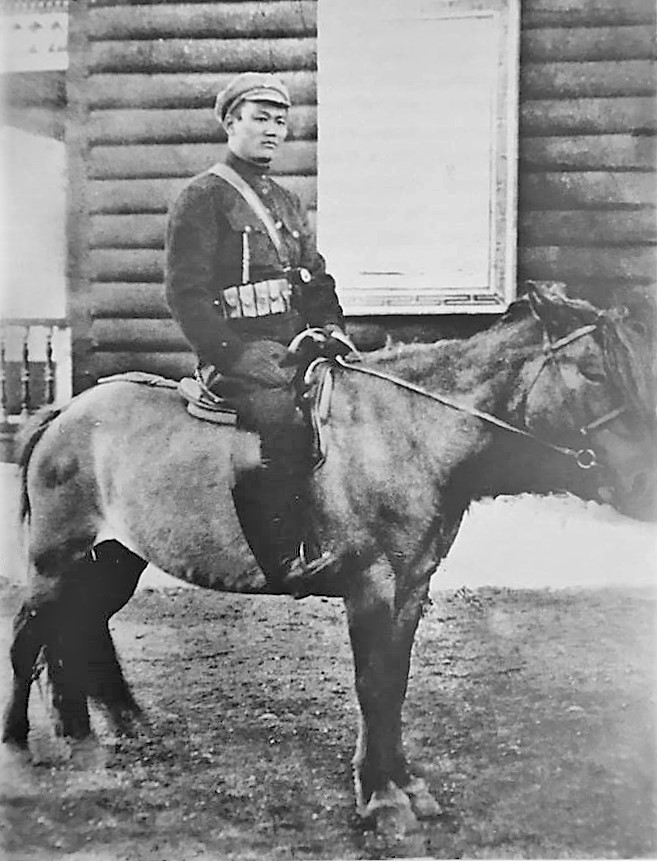
Damdin Sùhbaatar

Nel 1924, dopo la morte del leader religioso Bogd Khan, venne ufficialmente proclamata la Repubblica Popolare Mongola con il sostegno dell'Unione Sovietica.
Con l'avvento al potere nel 1928 di Horloogijn Čojbalsan furono approvati alcuni provvedimenti, tra cui la collettivizzazione del bestiame, la distruzione dei monasteri buddisti e la repressione, anche fisica, di tutti gli oppositori del regime sovietico, in particolare dei monaci buddisti. In Mongolia, nel corso del 1920, circa un terzo della popolazione maschile era costituita da monaci. All'inizio del XV secolo, circa 750 monasteri erano funzionanti in Mongolia. L'imperialismo giapponese divenne ancora più allarmante dopo l'invasione della vicina Manciuria, nel 1931. Durante la guerra sovietico-giapponese di confine del 1939, l'Unione Sovietica difese con successo la Mongolia contro l'espansionismo giapponese.
Nel 1945 le forze mongole combatterono durante la guerra Unione Sovietica-Giappone sul fronte della Mongolia Interna. La minaccia sovietica portò la Cina a proclamare un referendum d'indipendenza, che si svolse nel 20 ottobre 1945, con il 100% dell'elettorato (in base alle cifre ufficiali) che votò per l'indipendenza. Dopo la stesura della costituzione della Repubblica Popolare di Cina, entrambi i paesi hanno confermato il loro riconoscimento reciproco, il 6 ottobre 1949.
Il 26 gennaio 1952, Yumjaagiin Tsedenbal prese il potere. Nel 1956, e ancora nel 1962, il culto della personalità di Horloogijn Čojbalsan venne condannato e bandito dagli organi del Partito Rivoluzionario del Popolo Mongolo. La Mongolia continuò a rivelarsi un fedele alleato dell'Unione Sovietica, soprattutto dopo la crisi sino-sovietica degli anni cinquanta. Nel 1980 circa 55 000 soldati sovietici erano di stanza in Mongolia. Mentre Tsedenbal era in visita a Mosca, nel mese di agosto 1984, la sua grave malattia ha indotto il Parlamento ad annunciare il suo ritiro e sostituirlo con Jambyn Batmönkh.

### Rivoluzione Democratica e nascita della democrazia
L'introduzione da parte di Mikhail Gorbachëv della perestroika e della glasnost in Unione Sovietica ha fortemente influenzato la politica mongola, portando alla pacifica Rivoluzione Democratica e all'introduzione di un sistema multipartitico e dell'economia di mercato. Nel 1992 è stata introdotta una nuova costituzione e il termine "Repubblica del Popolo" è stato tolto dal nome ufficiale del Paese. La transizione all'economia di mercato è stata difficile, con alti tassi di inflazione e penuria di cibo nei primi anni novanta. La prima vittoria elettorale per un partito non comunista arrivò nel 1993 (elezioni presidenziali) e nel 1996 (elezioni parlamentari). La firma del contratto dei minatori di Ojuu Tolgoj viene considerata come una pietra miliare nella moderna storia mongola. Il Partito Rivoluzionario del Popolo Mongolo ha cambiato nome nel 2010 in Partito del Popolo Mongolo.

## Geografia

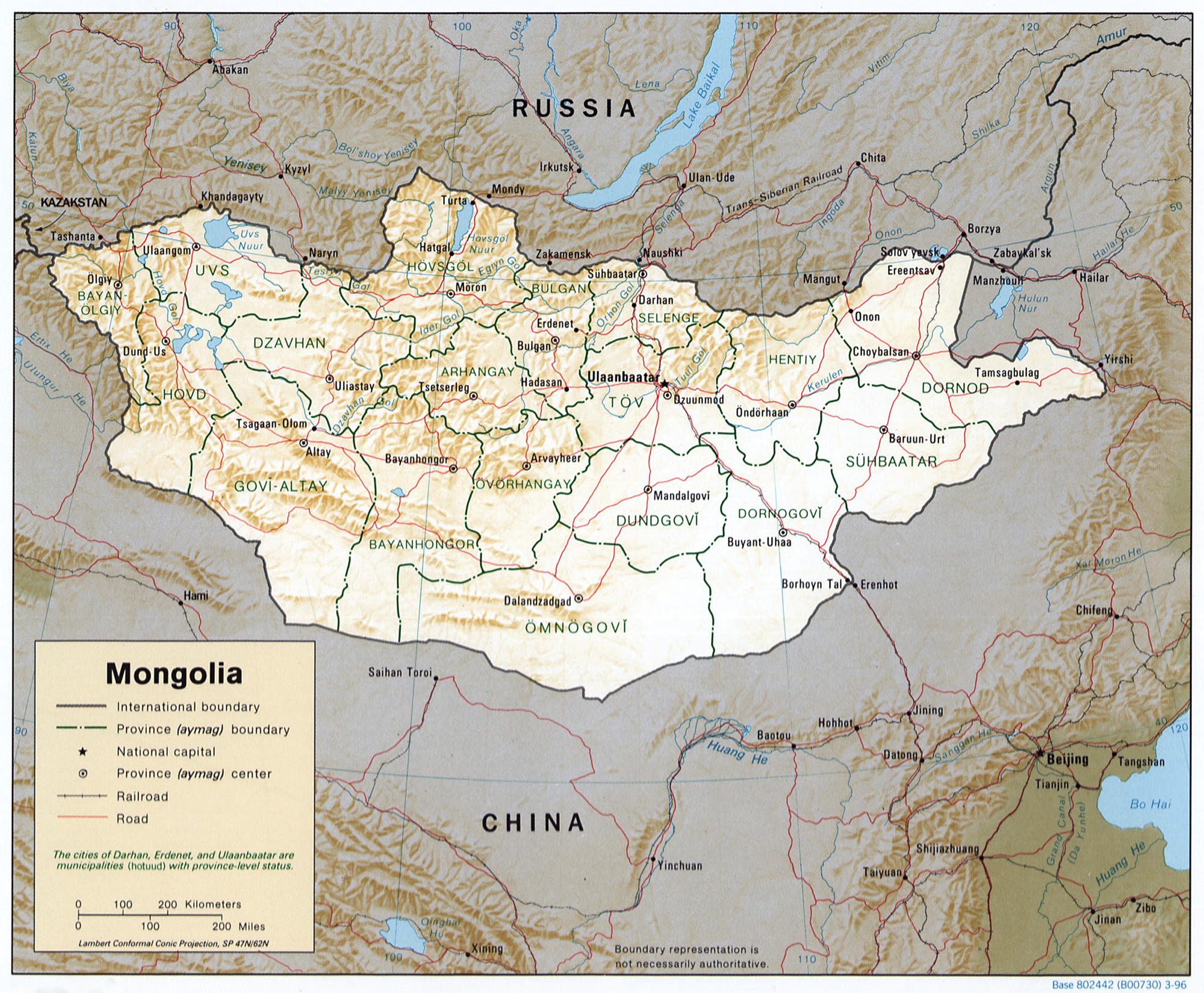
La parte meridionale della Mongolia è circondata dal Deserto del Gobi, mentre la maggior parte della parte settentrionale è costituita dalle montagne

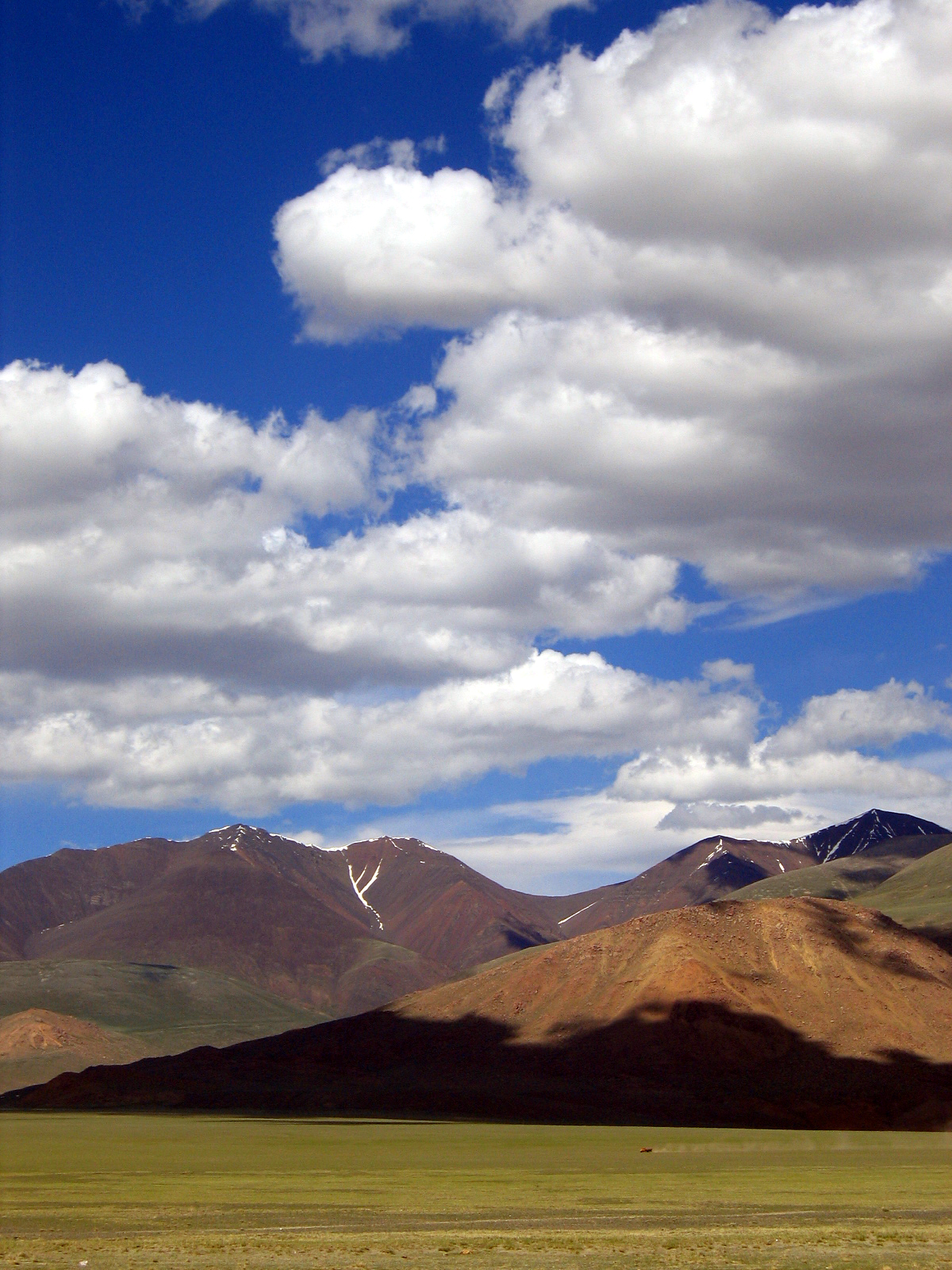
Tipico paesaggio mongolo

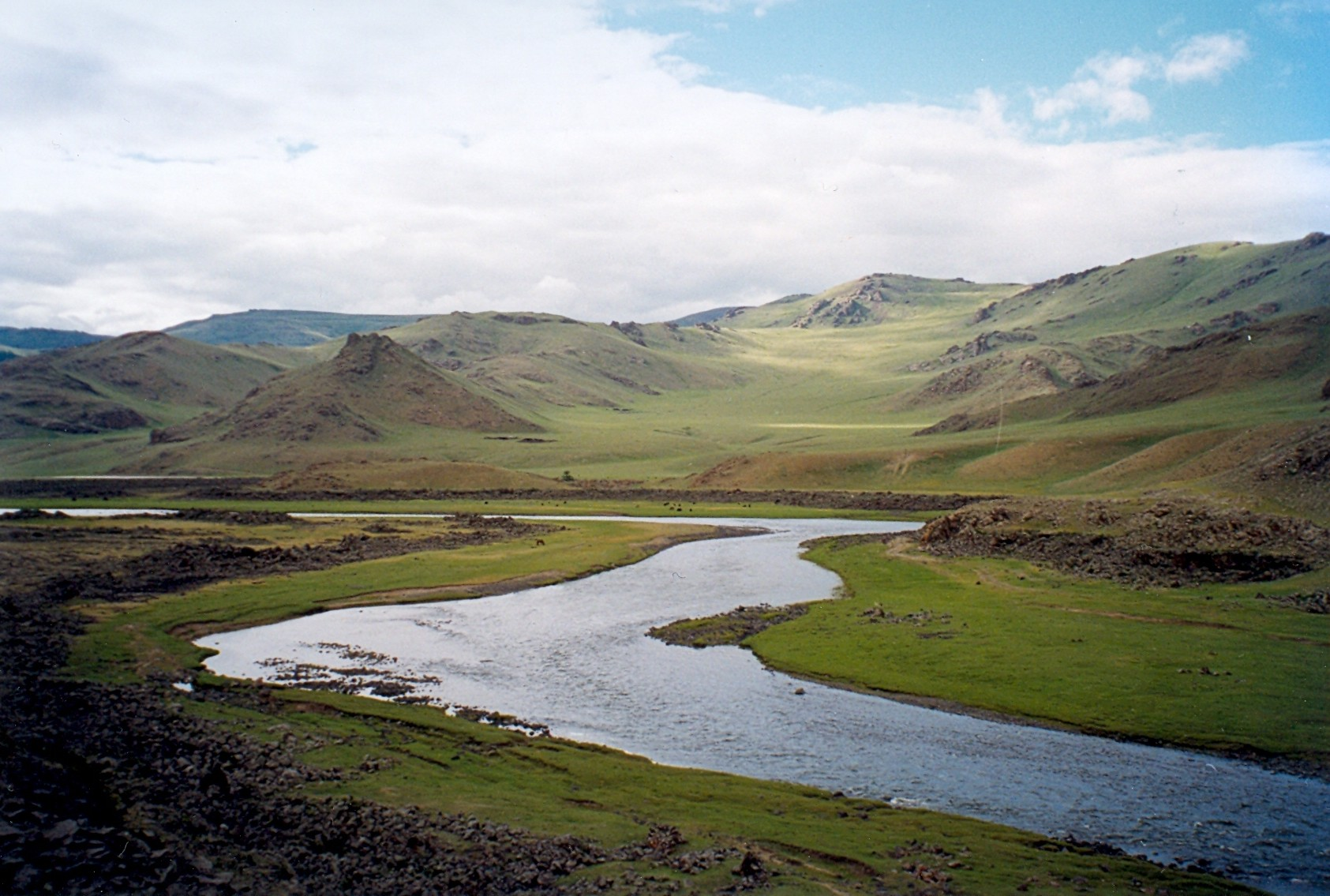
Steppe della Mongolia

La Mongolia, con i suoi 1 566 000 km², è il 19º Paese del pianeta per estensione territoriale (oltre cinque volte l'Italia). Confina con Cina e Russia e dista all'incirca 44 km dal Kazakistan.
Il paesaggio della Mongolia è molto variegato, con il deserto del Gobi a sud e con le regioni fredde e montuose a nord e ovest. Gran parte della Mongolia è costituita da steppe. Il punto più alto in Mongolia è il Picco Hùjtnij, nel massiccio Nayramdal Uur, a 4.374 m s.l.m. Il bacino del Lago Uvs Nuur, condiviso con la Repubblica di Tuva (Russia), è uno dei Patrimoni dell'umanità dell'UNESCO. Il clima estivo è mite, mentre in inverno le temperature scendono fino a –40 °C e a –60 °C nella taiga.
Il Paese è anche soggetto a rigide condizioni climatiche (zud è il termine con cui i mongoli definiscono un inverno particolarmente freddo e nevoso). Ulan Bator ha una temperatura media tra le più basse al mondo. La Mongolia è un Paese con un'altitudine media tra le più alte al mondo. Ha un clima continentale e tendenzialmente ventoso, con inverni lunghi e rigidi, mentre nei mesi estivi, durante i quali avviene la maggior parte delle precipitazioni annuali, il clima asciutto raggiunge i 25-30 °C. In questa breve stagione il vento è protagonista: quello fresco da nord, quello tiepido dal Gobi.
Il termine gobi è un termine mongolo che di solito si riferisce a una categoria di pascoli della steppa aridi e con vegetazione sufficiente al sostentamento di marmotte e cammelli. I mongoli sono soliti precisare tale differenza, anche se la distinzione non è sempre evidente ai turisti. I paesaggi del Gobi sono estremamente fragili e vengono facilmente distrutti dall'eccessivo sfruttamento della pastorizia, fenomeno in continua crescita che risulta dannoso per la sopravvivenza dei cammelli.

### Effetti del cambiamento climatico
La Mongolia è sensibilmente influenzata dal riscaldamento globale. Tra il 1940 e il 2001, la temperatura media dell'aria annuale è aumentata di oltre 1,5 gradi Celsius. La temperatura invernale è aumentata anche di oltre 3,6 gradi in quel periodo. L'antico ghiaccio della Mongolia si sta rapidamente sciogliendo a causa del cambiamento climatico e del riscaldamento delle temperature estive. Poiché l'afflusso dai campi di ghiaccio si esaurisce più frequentemente durante l'estate, la fornitura di acqua potabile è sempre più limitata. Ciò metterà a rischio estremo sia il patrimonio culturale che il tradizionale allevamento di renne negli anni a venire. Di conseguenza, la crisi climatica mette in pericolo i pastori domestici di renne alle basse latitudini, che vivono nelle zone montuose della tundra della Mongolia settentrionale.

## Popolazione

### Demografia

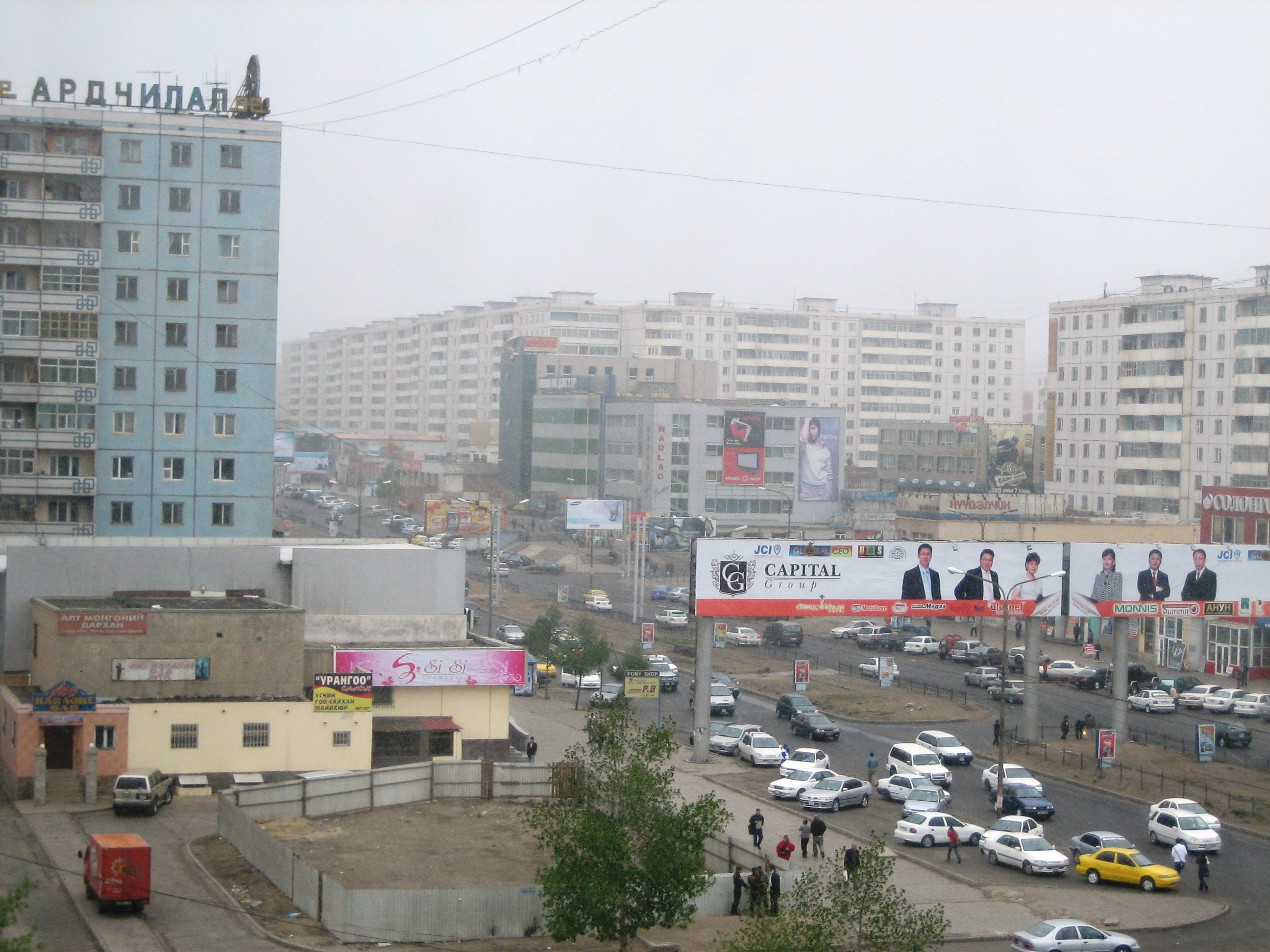
Complessi residenziali a Ulan Bator

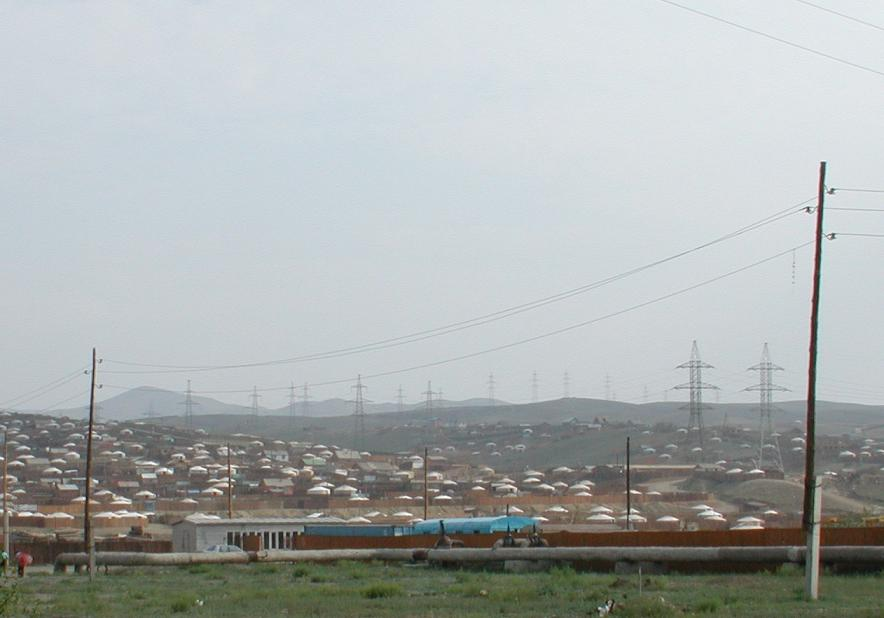
Tipici quartieri iurta in cui vivono molte famiglie mongole

La popolazione della Mongolia, secondo lo United States Census Bureau, ammontava a 2.951.786 persone al giugno del 2007, classificando il Paese come 138º in termini di popolazione. Il Dipartimento di Stato americano, Bureau of East Asian and Pacific Affairs, che utilizza le stime delle Nazioni Unite, indica, invece, una popolazione di 2.629.000 persone (quindi una differenza dell'11% rispetto allo United States Census Bureau). Stime delle Nazioni Unite risultano simili a quelle stilate dal Mongolian National Statistical Office (2.612.900, fine luglio 2007). Il tasso di crescita della popolazione è pari all'1,2%. Circa il 59% della popolazione è sotto i 30 anni e di questi il 27% è sotto i 14 anni. Questa popolazione relativamente giovane può rivelarsi fondamentale per la crescita economica della Mongolia.
Dalla fine del socialismo la Mongolia ha registrato un calo del tasso di fecondità totale più rapido che in qualunque altro Paese del mondo: secondo recenti stime delle Nazioni Unite, nel 1970-1975 la fertilità è stata stimata a 7,33 figli per donna, ma nel periodo 2005-2010 si è registrato un tasso di 1,87 (4 volte di meno).
La Mongolia è molto più urbanizzata oggi rispetto agli anni passati: circa il 40% della popolazione vive a Ulan Bator; nel 2002 il 23% viveva a Darhan, Erdenet e nei centri limitrofi. Resta significativa, tuttavia, la popolazione che vive lontano dai centri abitati. Nel 2002 circa il 30% di tutte le famiglie della Mongolia ha vissuto di agricoltura di sussistenza. La maggior parte dei pastori in Mongolia rimane ancorata alle tradizioni dei popoli nomadi.
I Mongoli, costituiti principalmente da Khalkha e altri, tutti parlanti principalmente dialetti della lingua mongola, rappresentano il 95% della popolazione. I Khalkha costituiscono l'86% della popolazione di etnia mongola; il restante 14% include, tra gli altri, Oirati e Buriati. Le popolazioni turche (Kazaki, Tuvani e Uzbeki) costituiscono il 4,5% della popolazione della Mongolia. Il resto è costituito da Russi, Cinesi, Coreani e Statunitensi; la maggior parte dei Russi lasciò il Paese dopo il crollo dell'Unione Sovietica.

### Religione
Secondo il censimento nazionale del 2010 la popolazione mongola sopra i 15 anni dichiarava di essere per il 53% buddista e per il 38,6% atea. 
| Religione       | Popolazione | %    |
| --------------- | ----------- | ---- |
| Buddhismo       | 1 009 357   | 53,0 |
| Islam           | 57 702      | 3,0  |
| Sciamanesimo    | 55 174      | 2,9  |
| Cristianesimo   | 41 117      | 2,1  |
| Altre religioni | 6 933       | 0,4  |
| Ateismo         | 735 283     | 38,6 |
| Totale          | 1 905 566   | 100  |

### Lingue
La lingua ufficiale della Mongolia è il mongolo, parlato dal 95% della popolazione. Esiste però una grande varietà di dialetti oirati e buriati, parlati in tutto il Paese. Nella parte occidentale del Paese le lingue turche, tra cui la lingua kazaka e lingua tuvana, sono molto diffuse.
La lingua mongola moderna utilizza l'alfabeto cirillico, a differenza del passato quando si utilizzava la scrittura mongola. Una reintroduzione ufficiale della vecchia scrittura è stata progettata per il 1994, ma non ha ancora avuto luogo, in quanto le vecchie generazioni hanno incontrato difficoltà pratiche. L'alfabeto tradizionale è stato recentemente reintrodotto nelle scuole.
La lingua russa è la lingua straniera più parlata in Mongolia, seguita dall'inglese, recentemente molto diffuso. Anche la lingua coreana sta diventando popolare per l'alto numero dei lavoratori mongoli presenti in Corea del Sud. La Cina, in virtù della sua vicinanza, sta gradualmente influenzando anche la lingua; l'interesse per la lingua cinese è cresciuto: infatti, secondo Uradyn E. Bulag, antropologo presso l'Hunter College e il Graduate Center della Università della Città di New York, i mongoli della Mongolia Interna sono preoccupati di perdere la propria identità culturale e linguistica per via dell'assimilazione culturale forzata da parte delle autorità cinesi. La lingua giapponese è anche popolare tra le nuove generazioni. Un certo numero di anziani mongoli conosce il tedesco, in quanto ha studiato nella Germania dell'Est, mentre alcuni parlano le diverse lingue del blocco orientale. Oltre a questo, molti giovani mongoli parlano correntemente una o più delle lingue dell'Europa occidentale, in quanto molti di loro vivono o studiano in paesi europei, tra cui Germania, Francia e Italia.
Le persone sorde utilizzano la lingua dei segni mongola (Монгол дохионы хэл, Mongol dokhiony Khel).

## Ordinamento dello Stato

### Suddivisioni amministrative
La Mongolia è divisa in 21 province (ajmag), Ulan Bator (la capitale) è una municipalità con lo status di provincia. Le ajmag sono a loro volta divise in distretti (sum); i sum sono suddivisi in bag.

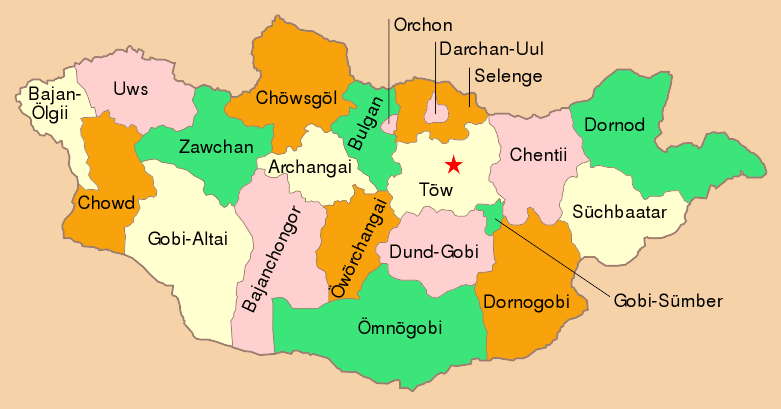

Le provincie sono:
- Arhangaj
- Bajan-Ôlgij
- Bajanhongor
- Bulgan
- Darhan-Uul
- Dornod
- Dornogov’
- Dundgov’
- Gov’-Altaj
- Gov’-Sùmbėr
- Hėntij
- Hovd
- Hôvsgôl
- Ômnôgov’
- Orhon
- Ôvôrhangaj
- Sėlėngė
- Sùhbaatar
- Tôv
- Ulan Bator (municipalità)
- Uvs
- Zavhan

### Città principali
| #  | Nome        | Nome nativo | Numero ab. | Anno ab. | Provincia   |
| -- | ----------- | ----------- | ---------- | -------- | ----------- |
| 1  | Ulan Bator  | Улаанбаатар | 1.440.447  | 2016     | Ulan Bator  |
| 2  | Erdenet     | Эрдэнэт     | 97.814     | 2017     | Orhor       |
| 3  | Darhan      | Дархан      | 83.883     | 2017     | Darhan-Uul  |
| 4  | Choibalsan  | Чойбалсан   | 44.835     | 2017     | Dornod      |
| 5  | Môrôn       | Мөрөн       | 39.404     | 2017     | Hôvsgôl     |
| 6  | Nalajh      | Налайх      | 32.513     | 2011     | Ulan Bator  |
| 7  | Bajanhongor | Баянхонгор  | 30.931     | 2017     | Bajanhongor |
| 8  | Ôlgij       | Өлгий       | 30.338     | 2014     | Bajan-Ôlgij |
| 9  | Ulaangom    | Улаангом    | 30.092     | 2017     | Uvs         |
| 10 | Hovd        | Ховд        | 29.800     | 2017     | Hovd        |
| 11 | Arvajhėėr   | Арвайхээр   | 30.092     | 2017     | Ôvôrhangaj  |

## Politica
La Mongolia è una repubblica semipresidenziale. Il popolo elegge il parlamento, il Grande Hural di Stato, il quale a sua volta elegge il governo. Il presidente è eletto direttamente. La costituzione della Mongolia (Монгол Улсын Үндсэн Хуул), del 13 gennaio 1992, garantisce piena libertà di espressione e di religione. Nonostante il folto numero di partiti, i due maggiori schieramenti politici sono il Partito del Popolo Mongolo e il Partito Democratico.
Dopo la dominazione sovietica e l'abolizione del monopartitismo, il Partito Democratico dominò la scena politica nel periodo 2004-2006 con vari Primi ministri e dal 2009-2017 con due Presidenti. Dopo un'alternanza di governo e posizioni tra il Partito del Popolo Mongolo e il Partito Democratico, il primo è attualmente al governo, controllando sia Presidenza che governo.

### Presidente
Il presidente della Mongolia ha un ruolo con limitati poteri esecutivi: può infatti bloccare le decisioni del Parlamento, che può però non tener conto del veto con una maggioranza di 2/3. La costituzione della Mongolia prevede tre requisiti per la candidatura: il candidato dev'essere un nativo della Mongolia, aver superato i 45 anni e aver vissuto in Mongolia per cinque anni prima di assumere l'incarico. Il presidente è inoltre tenuto a dimettersi formalmente, se richiesto dal suo partito. L'attuale presidente è Ukhnaagiin Khürelsükh, in carica dal 25 giugno 2021.

### Grande Hural di Stato

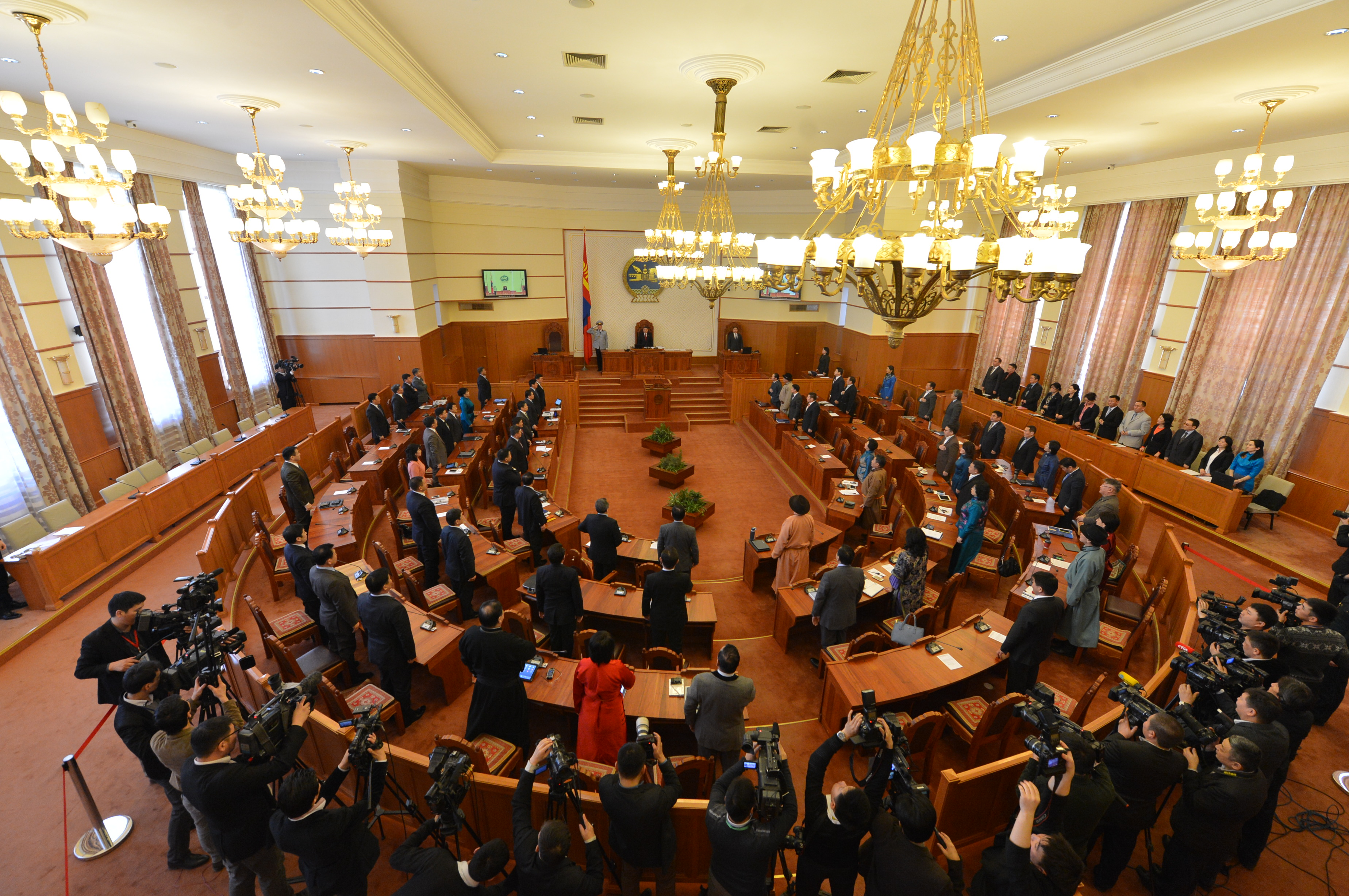
Il Grande Hural di Stato

La Mongolia utilizza un sistema parlamentare unicamerale, in cui il presidente ha un ruolo esecutivo limitato, e il governo, nominato dal capo dello Stato ma scelto dal legislatore, esercita il potere esecutivo. Il Grande Hural di Stato ha una camera con 76 seggi ed è presieduto dal presidente della Camera. Elegge i suoi membri ogni quattro anni dalle elezioni generali. Il Grande Hural di Stato rappresenta il potere legislativo del governo con la presenza più che altro simbolica del presidente, mentre il primo ministro, per poter esercitare le sue funzioni, deve godere della fiducia del parlamento.

### Primo Ministro
Il Primo Ministro della Mongolia è eletto dal Grande Hural di Stato. L'attuale primo ministro è Gombojavyn Zandanshatar, che ha assunto l'incarico nel 2025.
Il gabinetto è nominato dal primo ministro in consultazione con il presidente e confermato dal Grande Hural di Stato.

### Relazioni estere e militari

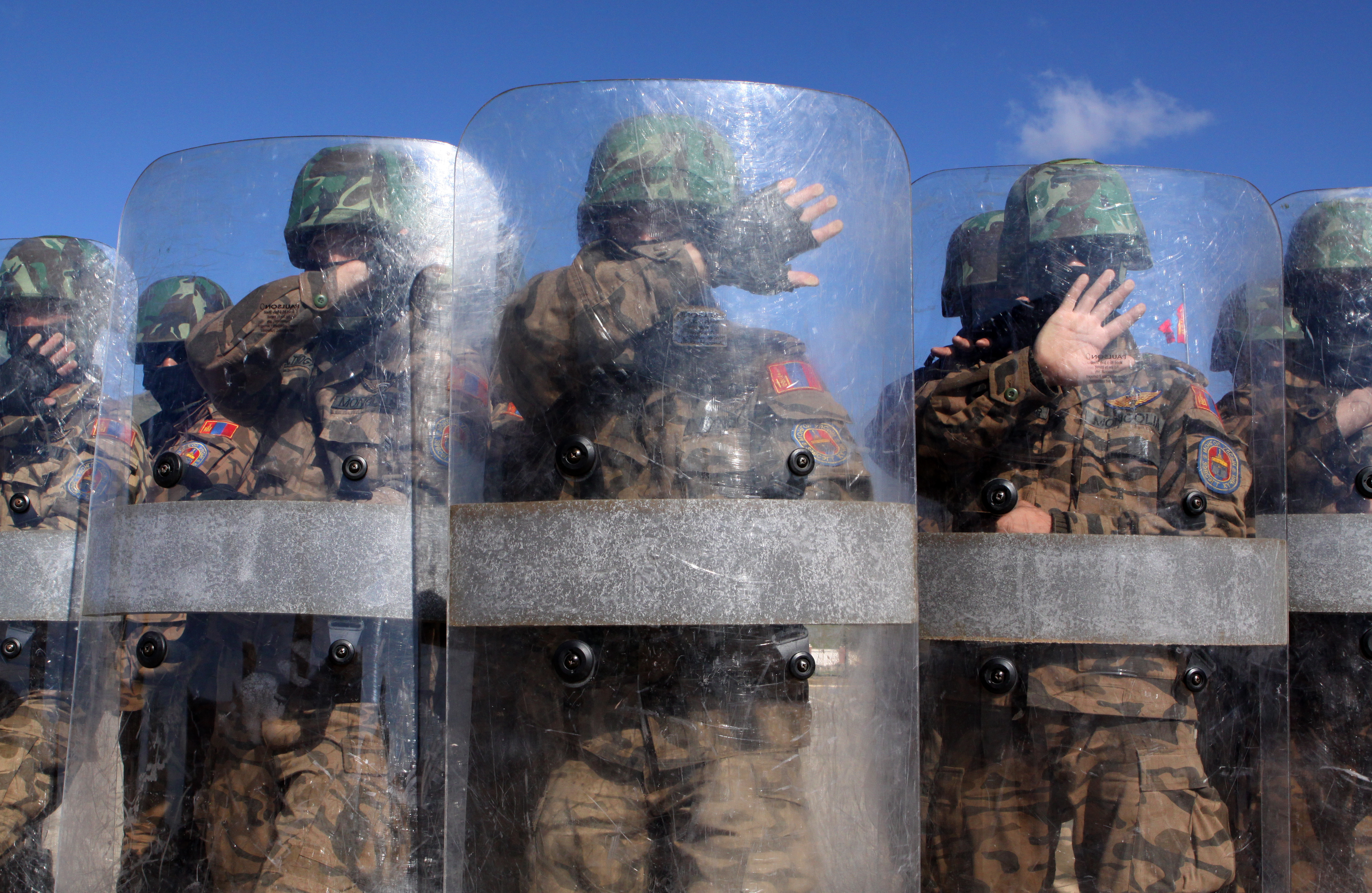
Reparto delle forze armate mongole in assetto anti-sommossa

La complessa gestione dei rapporti con i suoi "giganti" vicini (la Russia e la Cina) spinge il Governo di Ulan Bator a una politica di buone relazioni con entrambe le potenze confinanti, con le due Coree, ma anche con il Giappone, gli Stati Uniti, l'Unione europea, secondo la cosiddetta "dottrina del terzo vicino" (in inglese third neighbor doctrine).
Il Governo si è concentrato molto sulla necessità di incoraggiare gli investimenti esteri e sviluppare il commercio interno. La Mongolia ha sostenuto la guerra in Iraq del 2003, inviando un contingente di 180 unità. Circa 130 soldati sono attualmente dispiegati in Afghanistan. 200 soldati mongoli sono in servizio in Sierra Leone sotto il mandato delle Nazioni Unite, e nel luglio 2009, la Mongolia ha deciso d'inviare un battaglione in Ciad a sostegno della MINURCAT.
Dal 2005 al 2006 la Mongolia, durante la guerra del Kosovo, ha inviato 40 unità, che hanno collaborato in stretto contatto con i colleghi belgi e lussemburghesi. Nel 2004 è stata formalmente invitata dalla Organizzazione per la sicurezza e la cooperazione in Europa (OCSE) come partner commerciale in Asia.
Le sedi diplomatiche della Mongolia sono presenti nelle città di vari Paesi, tra cui Almaty, Ankara, Bangkok, Berlino, Pechino, Bruxelles, Budapest, Il Cairo, Canberra, Varsavia, Washington, Vienna, Vientiane, L'Avana, Delhi, Kuwait City, Londra, Mosca, Ottawa, Parigi, Praga, Pyongyang, Seul, Sofia, Stoccolma, Tokyo, Hanoi e Singapore. Sono presenti consolati ad Irkutsk ed Ulan-Udė. In Italia la Mongolia è rappresentata da due istituzioni principali: l'Ambasciata della Mongolia a Roma e la Camera di commercio italo-mongola. Rappresentanze diplomatiche sono presenti alle Nazioni Unite a New York e Ginevra.
Il 3 settembre 2024 la Mongolia non ha eseguito quanto richiesto dal mandato di cattura internazionale per genocidio e crimini di guerra emesso il 17 marzo 2023 dalla Corte Penale dell'Aia nei confronti di Vladimir Putin.

## Istruzione

### Università
L'Università Nazionale della Mongolia è stata fondata nel 1942 .

## Inquinamento atmosferico
La capitale mongola Ulan Bator attualmente è influenzata dall'inquinamento atmosferico causato dalla combustione del carbone e della legna nelle stufe utilizzate per riscaldare e cucinare. Il recente passaggio a un'economia di mercato ha portato la capitale a una intensa urbanizzazione e alla creazione di distretti fuori dal centro urbano (perlopiù di iurta), dove risiede il 70% della popolazione. Il problema dell'inquinamento atmosferico è caratterizzato da concentrazioni molto elevate di particelle in aria, particolato (PTS), a differenza della minore percentuale di anidride carbonica e azoto presente nell'aria. Le analisi effettuate dalle autorità di Ulan Bator hanno dimostrato che il PTS è di gran lunga la componente più grave del problema dell'inquinamento atmosferico. Durante i mesi invernali, la normale visuale urbana risulta oscurata e ciò comporta un impatto negativo sulla salute umana. L'inquinamento dell'aria influisce anche sulla visibilità della città a tal punto che agli aerei, in alcune occasioni, viene impedito l'atterraggio presso l'aeroporto locale.
La temperatura media annuale a Ulan Bator è 0 °C, la capitale più fredda al mondo. Il 40% della popolazione a Ulan Bator vive in appartamenti, circa l'80% dei quali è dotato di centrali termiche da tre impianti di produzione combinata di calore ed energia. Le centrali elettriche nel 2007 hanno consumato quasi 3,4 milioni di tonnellate di carbone, tuttavia, la tecnologia di controllo dell'inquinamento non è in grado di gestire un alto tasso di produzione come questo. Nella sola Ulan Bator, l'annuale media stagionale delle concentrazioni di particolato (PTS) hanno registrato l'alto valore 279, benché il livello massimo di PTS consigliato dall'Organizzazione Mondiale della Sanità (OMS) sia 20. Pertanto, il livello di PM10 a Ulan Bator è 14 volte superiore al livello massimo raccomandato. Questa concentrazione è superiore a quella di molte città del nord della Cina, note per il loro alto tasso di inquinamento atmosferico, ove a volte tali tassi sono stati superiori a 200 fino a pochi anni fa, prima delle misure del governo cinese per far fronte a questo alto inquinamento atmosferico.

## Economia

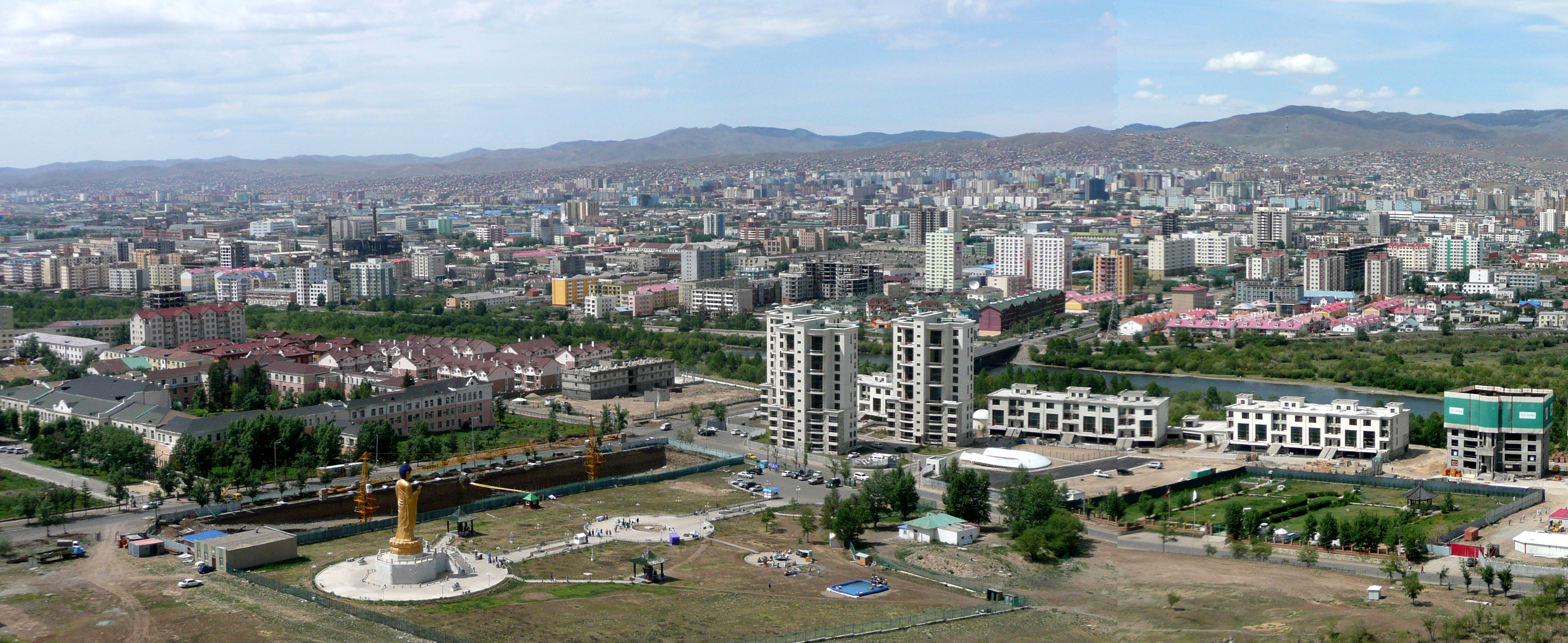
Ulan Bator è il maggior centro economico della nazione

L'economia della Mongolia si basa principalmente sullo sfruttamento delle ingenti risorse naturali come il petrolio, il carbone minerale e il rame, ma anche molibdeno, tungsteno e fosfato.
Attualmente sono presenti 30 000 piccole medie imprese in Mongolia, la maggior parte dislocate nella capitale. La maggioranza della popolazione al di fuori delle aree urbane pratica pastorizia di sussistenza allevando per lo più ovini, caprini, bovini, cavalli e cammelli della Battriana. Il settore agricolo, modestamente sviluppato, comprende coltivazioni di: frumento, orzo, patate, ortaggi, pomodori, angurie, olivello spinoso e le colture foraggere. Il PIL pro capite (a parità di potere d'acquisto) nel 2012 era di 5 314 dollari. Nel 2022 la stima del pro capite era salita a 12 100 dollari.
Anche se il PIL è aumentato costantemente dal 2002 con un tasso di crescita del 7,5% in una stima ufficiale del 2006, lo Stato è ancora al lavoro per superare un deficit commerciale consistente. Parte del debito nei confronti della Russia è stata risolta dal governo mongolo nel 2004 con un pagamento di 250 milioni di dollari ricevuti proprio dalla Russia per il risarcimento del dominio sovietico. Nonostante la crescita, nel 1998 il 35,6% della popolazione viveva sotto della soglia della povertà; la percentuale sta diminuendo, ma era ancora al 36,1% nel 2002-2003; al 32,2% nel 2006 e al 27,8% nel 2020 e sia il tasso di disoccupazione e tasso di inflazione sono aumentati al 3,2% e 6,0% nel 2006, mentre nel 2020 il tasso di disoccupazione era salito al 6,2%.
Il Mongolian Stock Exchange, fondata nel 1991 a Ulan Bator, è una borsa valori piccola per la capitalizzazione di mercato..

### Settore industriale
L'industria rappresenta il 38,2% del PIL, più modesto è l'apporto del settore agricolo (12,1%). Queste industrie comprendono materiali da costruzione, carbone, estrazione di rame, di molibdeno, di fluorite, di stagno, di tungsteno e di oro, olio, alimenti e bevande, la lavorazione di prodotti di origine animale, cashmere e produzione di fibra. Il settore minerario è in continuo aumento, con l'apertura di nuove imprese cinesi, russe e canadesi che contribuiscono alla sopravvivenza delle industrie minerarie. La produzione alimentare, specialmente di cibo confezionato, sta crescendo sempre di più grazie a investimenti di aziende straniere sul territorio.

### Scienza e tecnologia
Anche il settore tecnologico dipende dagli investimenti stranieri: la Corea del Sud e la Repubblica Popolare Cinese hanno cominciato ad aprire uffici in Mongolia, dedicati soprattutto allo sviluppo di software. La flessibilità economica ha permesso l'istituzione di diversi operatori telefonici come Mobicom Corporation e Magicnet, che offrono servizi di telefonia cellulare e ISP.

### Settore terziario

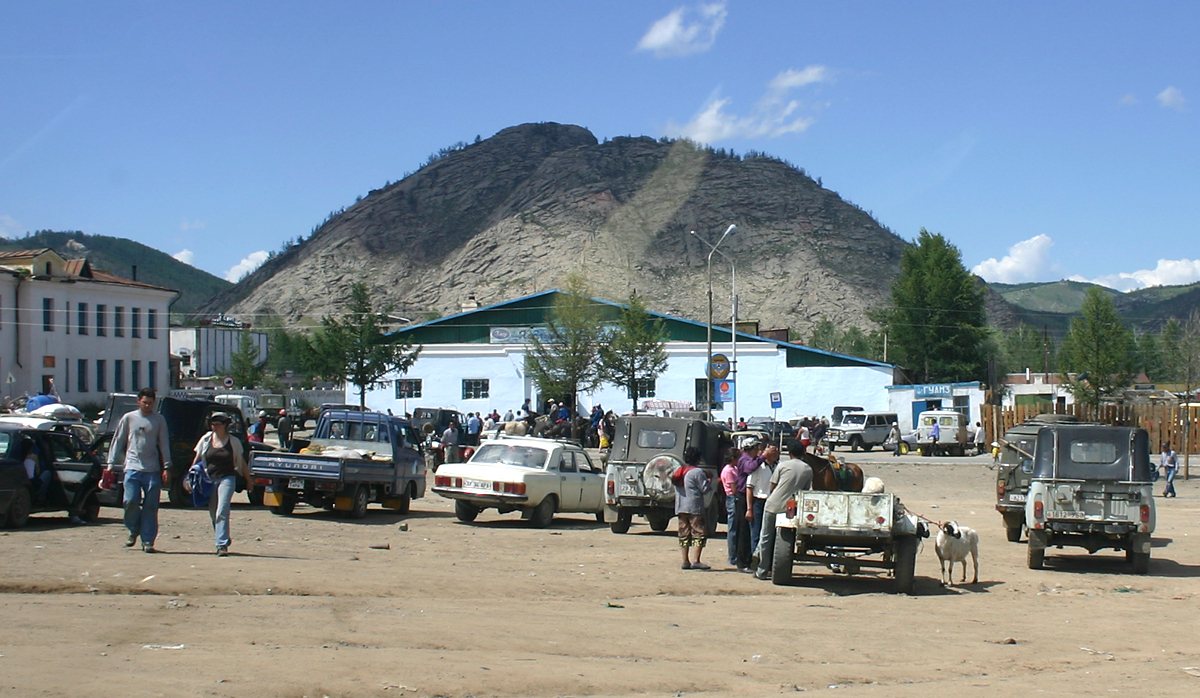
Un mercato all'aperto a Tsetserleg. I mercati all'aperto sono tipici in Mongolia

Dopo la crisi di transizione nei primi anni '90, la produzione interna della Mongolia era in netta ripresa. Secondo il CIA World Factbook, nel 2003, il settore dei servizi ha rappresentato il 58% del PIL, con il 29% della forza lavoro di 1.488 000 persone.
Gli ingenti investimenti stranieri, tra cui quelli della Cina, Giappone, Corea del Sud, Germania e Russia hanno contribuito allo sviluppo delle infrastrutture e al perfezionamento del pavimento stradale, come la strada che va dal confine russo a Sùhbaatar fino al confine cinese a Zamyn-Ùùd. Abbastanza sviluppato è anche il trasporto aereo, con le compagnie aeree MIAT Mongolian Airlines, Aero Mongolia e Eznis Airways.

### Cooperazione economica con l'Italia
L'Italia è uno dei principali partner economici della Mongolia (quarto importatore di beni e servizi dal Paese asiatico). La cooperazione si fonda, in particolare, sui settori tessile-conciario, agroalimentare, minerario e delle terre rare. Dal 2002 è stata istituita la Camera di Commercio Italo-Mongola, una Camera di Commercio mista che raggruppa le principali aziende operanti sull'asse economico Italia-Mongolia. Il governo di Ulan Bator è inoltre stato tra i primi sostenitori asiatici della candidatura di Milano come città organizzatrice di Expo 2015.

### Trasporti

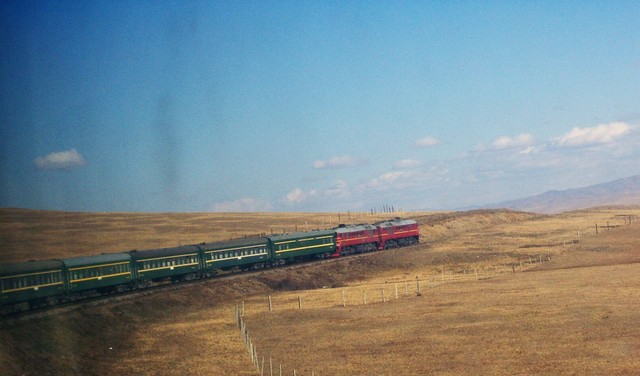
Tratto ferroviario della Ferrovia Transmongolica che attraversa il Deserto del Gobi

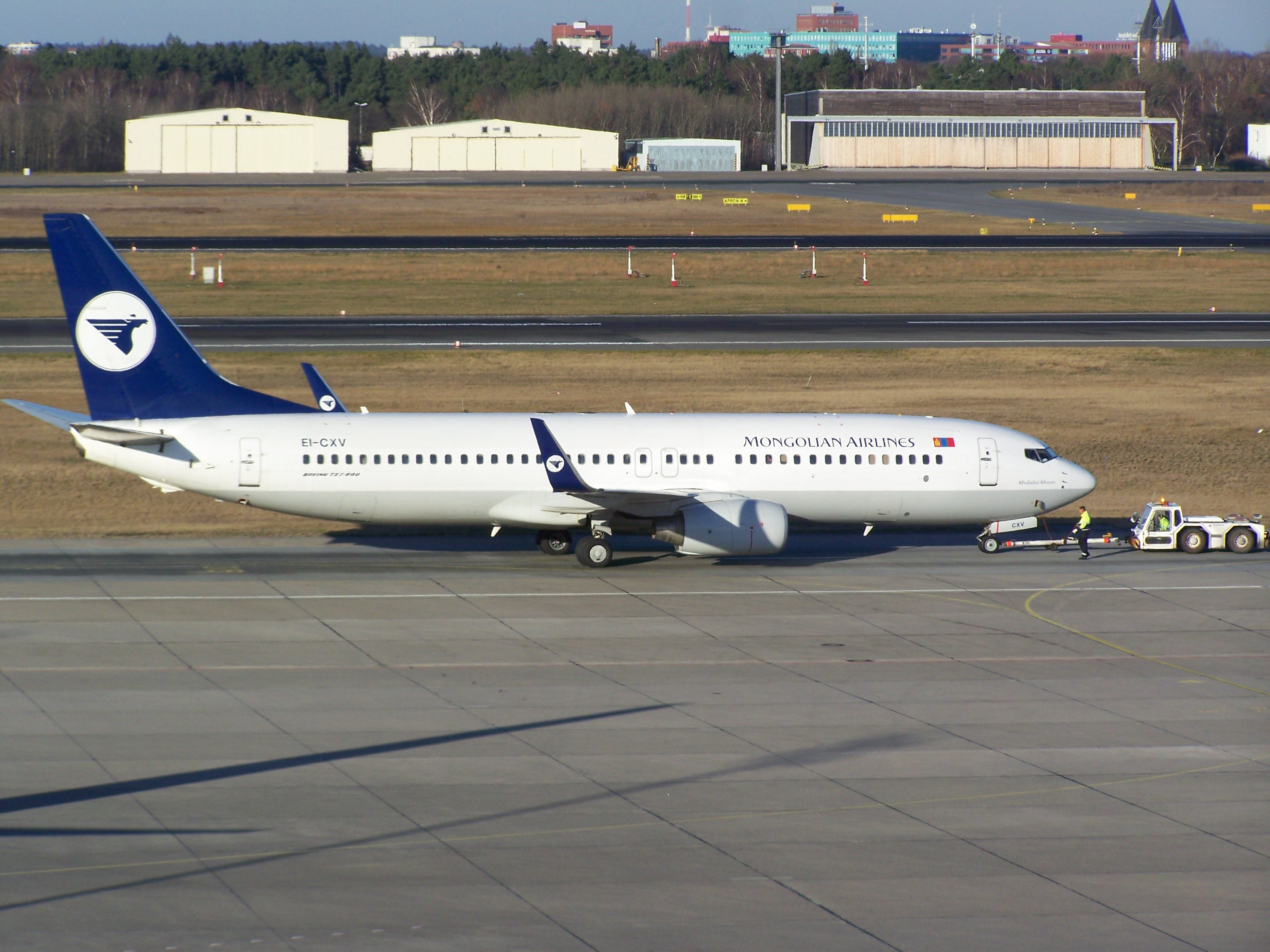
Boeing 737-800 della MIAT Mongolian Airlines presso l'Aeroporto di Berlino-Tegel

Il sistema ferroviario ha scartamento largo (russo) di 1.520 mm, con uno sviluppo di circa 1.810 chilometri ed è costituito soprattutto dall'asse ferroviario della Ferrovia Transmongolica, che attraversa tutto il Paese, con connessioni esterne a Ulan-Udė, sulla Ferrovia Transiberiana (Russia) e a Jining (Cina), con il resto della rete cinese.
Per il cambio di scartamento a quello normale di 1.435 mm, in uso in Cina, a Erlian (Erenhot) in territorio cinese, al confine mongolo-cinese, i carrelli delle carrozze dei treni sono sostituiti e la loro sostituzione rende necessaria una sosta di circa 4 ore. Una linea ferrovia secondaria invece collega la città orientale di Choibalsan con la Transiberiana, tuttavia, tale collegamento è chiuso ai passeggeri dopo la città mongola di Čuluunhoroot.
Anche se in tutto Paese sono presenti aeroporti (adibiti a trasporto locale), l'unico aeroporto internazionale è l'Aeroporto Internazionale Chinggis Khaan di Ulan Bator, che effettua collegamenti con Corea del Sud, Cina, Giappone, Russia e Germania. MIAT Mongolian Airlines è la più grande compagnia aerea e fornisce voli nazionali e internazionali.
Il sistema viario risulta in continua espansione, anche se le strade da Ulan Bator al confine russo e cinese per la maggior parte non risultano asfaltate. Alcuni progetti di costruzione di strade sono attualmente in corso, per esempio la costruzione di est-ovest, il cosiddetto Millennium Road.

## Cultura
La cultura della Mongolia è profondamente radicata nelle tradizioni nomadi, influenzata dal buddismo tibetano, dallo sciamanesimo e da secoli di interazioni con le vicine civiltà cinese e russa, nonché dagli scambi culturali con le popolazioni turche. Questa ricchezza culturale si riflette in vari aspetti della vita quotidiana, nell'arte, nella musica, nella letteratura e nelle festività tradizionali. L'origine di questo popolo e della sua tradizione millenaria è da ricondursi ad antiche tribù itineranti dedite alla pastorizia. Questo stile di vita ha avuto un impatto significativo sulla cultura popolare del paese, influenzando drasticamente ogni aspetto delle relazioni sociali.

### Patrimoni dell'umanità
Alcuni siti della Mongolia sono stati iscritti nella Lista dei patrimoni dell'umanità dell'UNESCO.

### Mitologia
Per mitologia mongola può intendersi la tradizionale religione del popolo mongolo.

### Letteratura

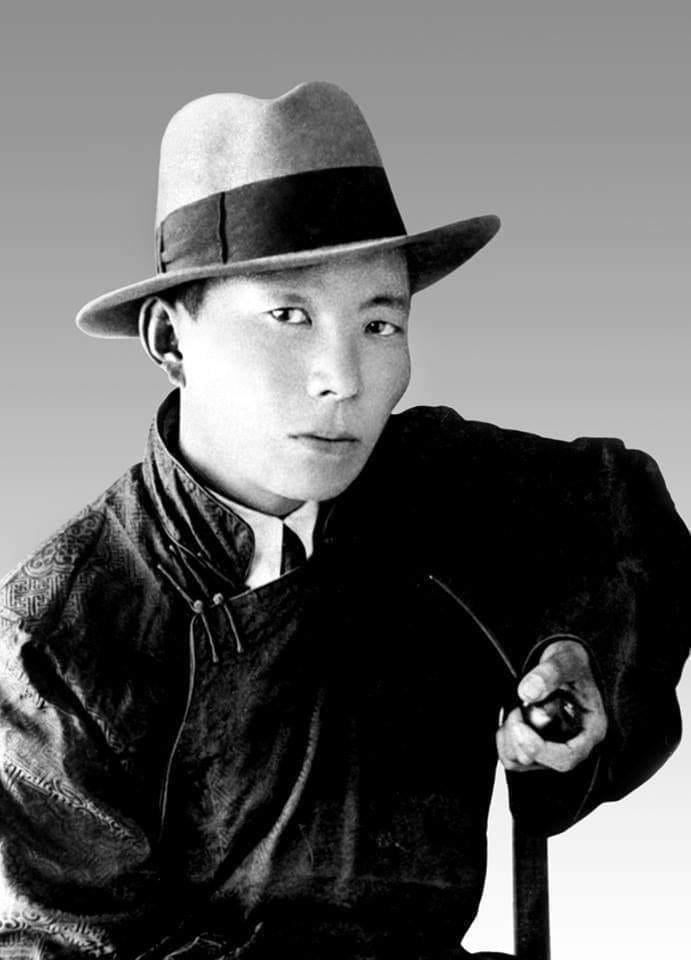
Dashdorjiin Natsagdorj tra i maggiori esponenti della moderna letteratura mongola.

I primi documenti scritti in mongolo risalgono ai tempi di Gengis Khan in forma di decreti (yasa) e sentenze (bilik), rimasti in forma frammentaria; per intero rimane invece la Pietra di Gengis Khan, considerata il primo vero e proprio documento scritto mongolo.
Tuttavia la prima opera letteraria mongola è il poema del XIII secolo Storia segreta dei mongoli, scritto da un autore anonimo probabilmente in lingua mongola, perché tutte le tradizioni successive ne tramandarono solamente la traduzione in caratteri cinesi. Si tratta di una testimonianza delle usanze ai tempi di Gengis Khan, una sorta di vangelo all'insegna di una filosofia di guerra e di competizione esasperata, coraggio e generosità.
Al secolo XIV vari monumenti epigrafici e prime traduzioni in mongolo di opere buddhiste.
Tra il XVII e il XVIII secolo si vede la nascita di due pilastri (e forse gli unici) della letteratura in lingua mongola; si tratta di due opere storiche, il Bottone d'oro di Lubdzandandzin (1667) e la Storia dei Mongoli di Sanang Sätsän (1662. A questo periodo risalgono anche le traduzioni del canone tibetani kanjur e il Ciclo epico di Gäsäi Khān. Dal XVII secolo al XIX subì l'influenza della letteratura e della lingua cinese le cui opere più importanti furono tradotte, adattate e rielaborate come Il romanzo dei tre regni, i Racconti meravigliosi
e Il sogno della camera rossa.
Nell'Ottocento assunse una certa importanza il novelliere Inginash. 
Nel Primo Novecento si cominciarono a sostituire alla lingua letteraria i vari dialetti, sviluppando molte letterature autonome e popolari.
In questo secolo inoltre la poesia assume una dimensione encomiastica e celebrativa. Nel XX secolo si distinse Dashdorjiin Natsagdorj, esponente del Realismo socialista e fondatore e autore più letto della letteratura mongola moderna  E tra il XX e il XXI secolo si distinse Baatarsürėn Šüüdėrcėcėg 
che ha ricevuto diversi premi letterari mongoli.

### Musica
Tipico strumento ad arco è il morin khuur. Altro strumento tipico è l'igil. Tra i cantanti di genere world music, distintisi tra il XX e il XXI secolo, si può ricordare Enkhjargal Dandarvaanchig. Vari riconoscimenti internazionali ebbe la pianista Mungonzazal Janshindulam.

### Cinema
In ambito cinematografico sono andati importanti riconoscimenti internazionali a film come La storia del cammello che piange (2003), e Il cane giallo della Mongolia (2005) della regista Davaa Bâmbasürėn.

### Tecnologia

#### La Mongolia nello spazio
- 22 marzo 1981: Žùgdėrdėmidijn Gùrragčaa è il primo mongolo ad andare nello spazio
- 3 giugno 2017: viene lanciato Mazaalai, il primo satellite mongolo[50] lanciato nello spazio.

## Sport

### Calcio
La nazionale di calcio della Mongolia, fondata nel 1959, ha come suoi capocannonieri attuali Donorovyn Lchùmbėngarav e Nyam-Osor Naranbold. La massima competizione calcistica della Mongolia, fondata nel 1974, è nota con il nome di Niislel League.

### Judo
Nel judo da ricordare l'importante affermazione di Dorjsürengiin Sumiyaa, medaglia d'oro ai campionati mondiali di judo 2017. svoltisi a Budapest, in Ungheria

### Giochi olimpici
La Mongolia ha vinto il suo primo oro olimpico nel judo con Naidangiin Tüvshinbayar ai Giochi olimpici di Pechino 2008. Ma la prima medaglia della Mongolia ai Giochi olimpici fu vinta da Munkbat Jigjid, medaglia d'argento nella lotta libera, a Città del Messico 1968.

## Tradizioni
La cultura mongola è diretta discendente dalle tradizioni pastorizie dei nomadi che risiedevano nella prateria, sebbene la globalizzazione e l'influsso dei cinesi abbiano portato alla scomparsa quasi definitiva della pastorizia e dunque del grande patrimonio culturale mongolo, scomparsa, secondo alcuni, dovuta alla necessità, per il commercio internazionale, di bonificare la maggior parte dei terreni (fattore che plausibilmente ha reso la prateria una steppa).
I mongoli usavano (e la maggior parte usa ancora) abitare in grandi tende, chiamate iurte (ger in lingua mongola), e avevano l'abitudine di cacciare a cavallo, utilizzando dei particolarissimi strumenti chiamati uurga, lunghi bastoni a cui veniva legato un cappio, nell'uso dei quali i mongoli erano formidabili. Li utilizzavano i guardiani di cavalli per addomesticarli, ma anche i cacciatori per cacciare i lupi, ancora abbondanti in Mongolia.
La dieta alimentare dei mongoli era costituita da pecore, cavalli, gazzelle, marmotte e non prevedeva assolutamente volatili, verso i quali essi portavano grande rispetto, in quanto volavano alti verso il Tengger (Cielo, divinizzato).
Inoltre, il popolo mongolo porta tuttora un grande rispetto nei confronti del lupo, totem mongolo per generazioni e figura mitica, vista come la più amata dal Cielo e presa a modello di coraggio, forza d'animo, rispetto per la natura, coesione sociale, irremovibilità.
La popolazione mongola ha vissuto secoli e secoli di aspre lotte contro i lupi, le quali hanno contribuito ad accrescere la stima nei confronti del carismatico animale. Il lupo inoltre provvedeva alla "pulizia" della prateria da erbivori che, in gran quantità, avrebbero arrecato ingenti danni all'ecosistema, come roditori (topi, marmotte), gazzelle, e anche cavalli. Infine, la costante selezione naturale che i lupi apportavano sulla natura faceva sì che solo gli animali più tenaci sopravvivessero, e lo stesso era per gli uomini: dunque i mongoli attribuiscono il merito della loro passata potenza alla presenza dei lupi.
Un altro aspetto caratterizzante dei mongoli è l'utilizzo dell'olio di marmotta, che veniva impiegato per diversi scopi: restando liquido fino a bassissime temperature, poteva essere utilizzato dai guardiani di cavalli per non congelarsi il volto d'inverno, ma anche per lavorare le pelli (le rendeva infatti più resistenti) e poteva anche essere impiegato in cucina. In caso di necessità era pure un buon rimedio contro le scottature. Oltretutto da una marmotta si riusciva a ricavare un chilo di olio, che si vendeva anche per due yuan circa..

## Ricorrenza nazionale
La ricorrenza nazionale mongola è il 29 dicembre e segna l'indipendenza dalla Dinastia Qing, nel 1911. Il 24 novembre si celebra il Genghis Khan  Day, mentre il 26 novembre è il Giorno della Repubblica (1924). Tipica tradizionale festività è rappresentata invece dal Naadam.

## Gastronomia
La cucina mongola è spesso influenzata dalla cucina cinese e russa.